# Antignac (Haute-Garonne)
Antignac ist eine französische Gemeinde mit 86 Einwohnern (Stand 1. Januar 2022) im Département Haute-Garonne in der Region Okzitanien (zuvor Midi-Pyrénées). Die Einwohner werden als Antignacois bezeichnet.

## Geographie
Umgeben wird Antignac von den sechs Nachbargemeinden: 
| Saint-Paul-d’Oueil | Cier-de-Luchon                              |                    |
| Saccourvielle      | Kompassrose, die auf Nachbargemeinden zeigt | Salles-et-Pratviel |
|                    | Moustajon                                   | Juzet-de-Luchon    |

## Weblinks

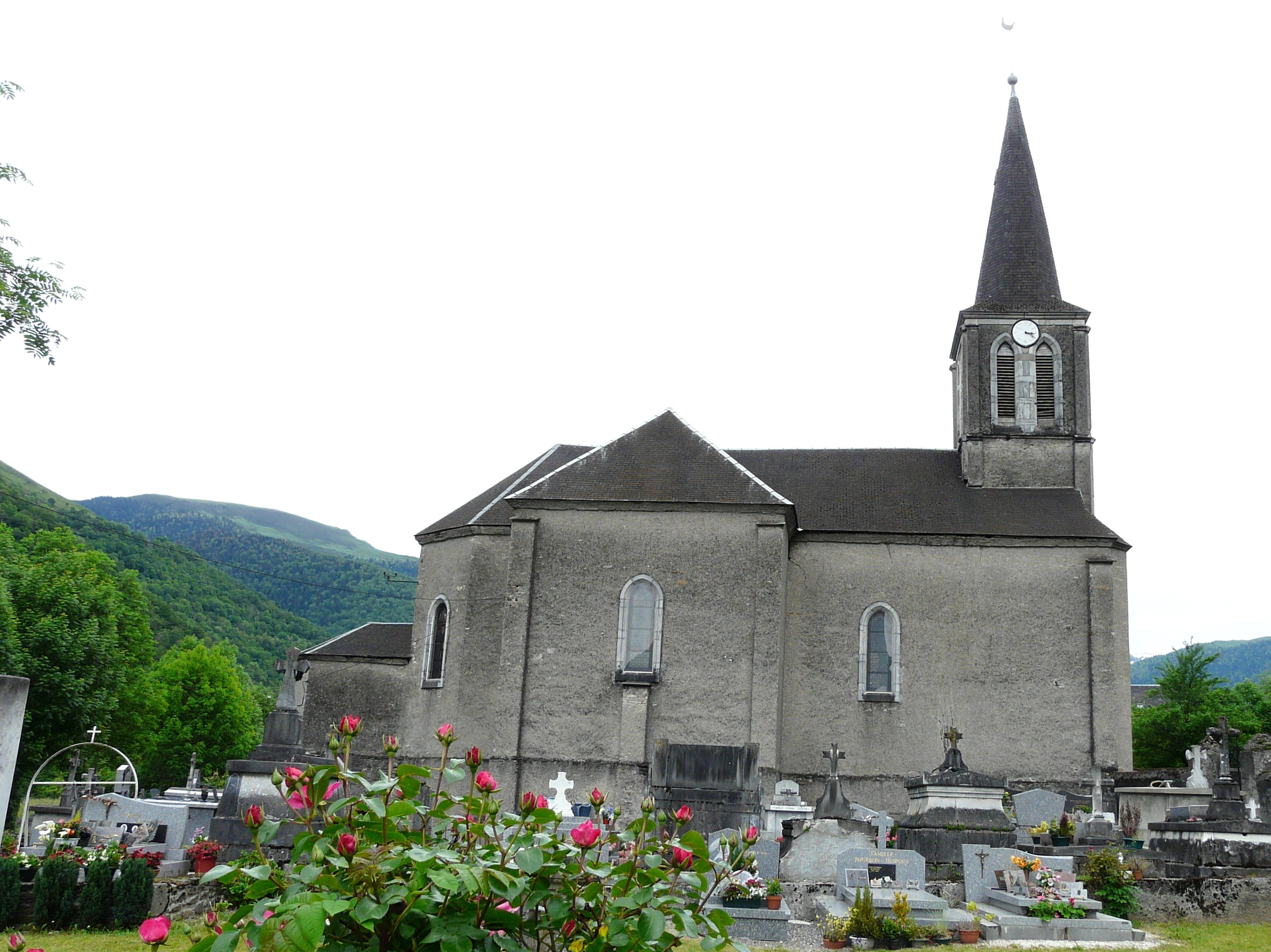
Kirche St-Orens

## Bevölkerungsentwicklung
| Jahr                      | 1962 | 1968 | 1975 | 1990 | 1999 | 2005 | 2010 | 2014 | 2016 | 2019 |
| ------------------------- | ---- | ---- | ---- | ---- | ---- | ---- | ---- | ---- | ---- | ---- |
| Einwohner                 | 82   | 61   | 63   | 94   | 100  | 102  | 108  | 109  | 113  | 99   |
| Quelle: Cassini und INSEE |      |      |      |      |      |      |      |      |      |      |

## Sehenswürdigkeiten
- Kirche St-Orens, erbaut in der Mitte des 19. Jahrhunderts (siehe auch: Liste der Monuments historiques in Antignac (Haute-Garonne))